# Sarcolema
El sarcolema (o miolema) (Del griego σαρκο-, carne y -λέμμα, corteza) es la membrana citoplasmática de las fibras (células) musculares. Es una membrana semipermeable y lipídica, tal como las demás membranas de otras células eucarióticas. Sin embargo, la continuidad de la membrana en la fibra muscular se extiende en forma de trabéculas hasta el interior de la célula a través del sarcoplasma. A esas invaginaciones de canales tubulares con sus ramificaciones se le conoce como tubulos-T. Este desarrollado sistema de cisternas en asociación con el retículo endoplasmático liso, conocido como retículo sarcoplasmático, contribuye con la propagación del potencial eléctrico que produce la contracción de la fibra muscular, lo que permite la excitabilidad del músculo. La composición de un túbulo-T más dos cisternas terminales de retículo sarcoplasmático, se denomina tríada (ubicadas en la unión de las bandas A-I de la fibra muscular esquelética), mientras que la composición de un túbulo-T más una cisterna terminal de retículo sarcoplasmático es denominado díada (ubicados en los discos Z de las fibras musculares cardíacas, en las cuales, sólo hay uno por sarcómera). Su activación permite la entrada de iones Calcio, lo cual es la señal de activación de contracción muscular.
Antes se usaba el término sarcolema para referirse a una gruesa capa "membrana" que se creía que era el límite citoplasmático de la célula muscular. Hoy se sabe que este sarcolema grueso consiste en la membrana plasmática de la célula, su lámina externa y la lámina reticular circundante.
Es necesario destacar que algunas partes de las células musculares cambian sus nombres, un claro ejemplo es la Mitocondria, la cual es llamada Sarcoma; o incluso podemos destacar al Retículo endoplasmático el cual pasa a adquirir el nombre de .Retículo sarcoplasmático